# Estação Ferroviária de Corroios
A Estação Ferroviária de Corroios é uma interface da Linha do Sul, que serve a localidade de Corroios, no município do Seixal, em Portugal.

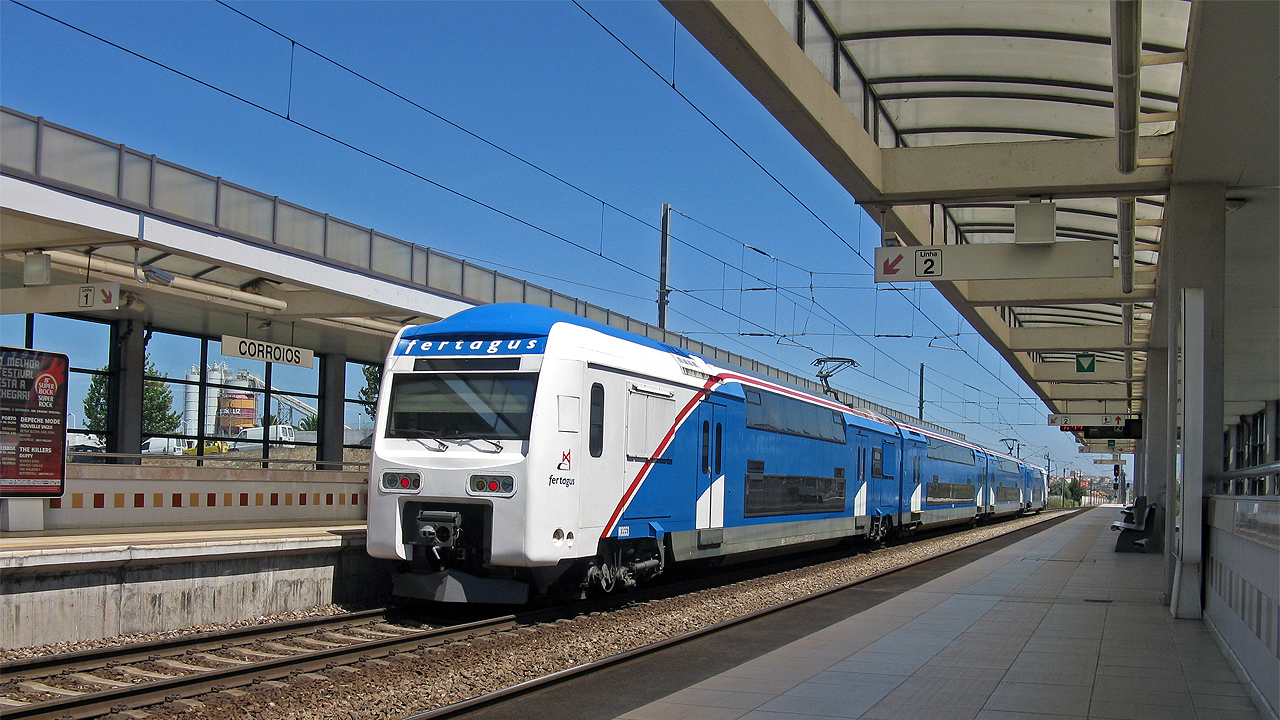
Comboio Fertagus na estação de Corroios.

## Descrição

### Localização e acessos
Esta interface situa-se na localidade de Corroios, junto da Rua da Estação.
Esta interface é servida por duas das três linhas de Metro, que têm aqui terminal, ligando a Cacilhas e ao Pragal, respetivamente. Além disso, também, a Carris Metropolitana opera, desde 2022, 17 carreiras de autocarro, ligando a estação vários destinos na Península de Setúbal.[carece de fontes?]

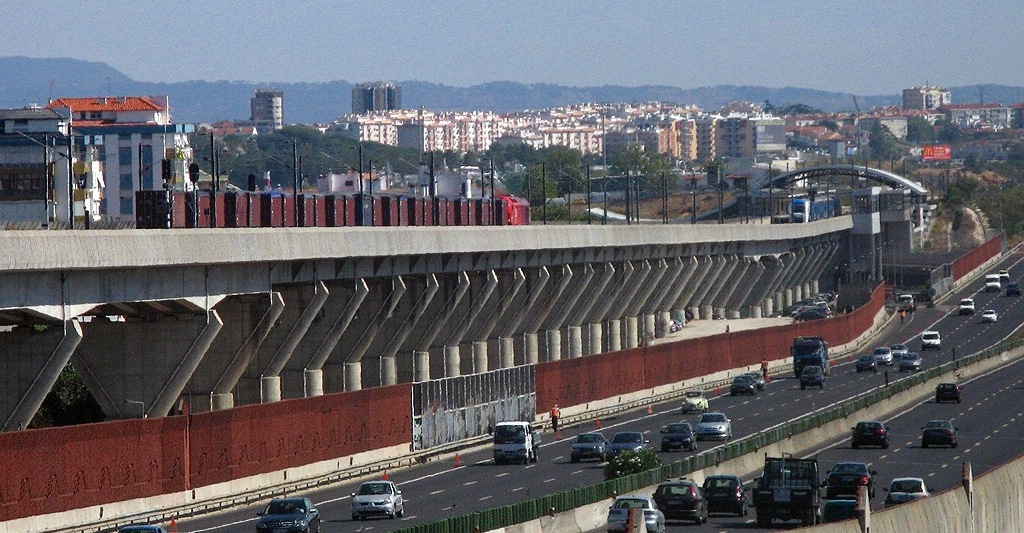
Viaduto de Corroios e a estação ao fundo, com a A2 em paralelo.

### Infraestrutura
Em Janeiro de 2011, possuía duas vias de circulação, ambas com 357 m de comprimento; as plataformas tinham ambas 90 cm de altura, e 227 m de extensão; em 2022 os valores para a extensão das vias de circulação haviam sido ajustados para 355 m.
No local desta interface há um limiar de tipologia ferroviária no que respeita aos «patamares de velocidade mais elevados» (sic), que é de 90-120 km/h no troço Corroios-Campolide e de 120-160 km/h no troço Fogueteiro-Corroios.

### Serviços
Esta estação é utilizada exclusivamente pelos serviços da operadora Fertagus (passageiros) e por ela gerida.

## História
Até 2020, os serviços SulFertagus que operavam com dístico próprio eram identificados por um número simples e uma letra mnemónica da estação onde a carreira tinha término e, a partir de 2019, com uma cor distintiva:  C  (rosa magenta), no caso de Corroios.